# カクテル

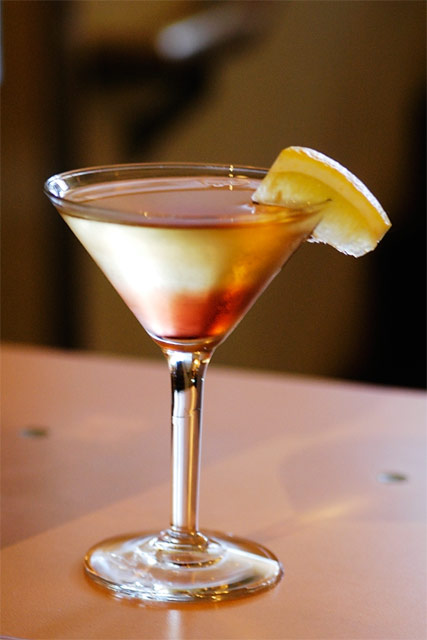
カクテル（マティーニの一種）

カクテル（英: cocktail）とは、ベース（基酒）となる酒に、他の酒またはジュースなどを混ぜて作るアルコール飲料のこと。混酒。ただし、アルコール分を含まないか、1%未満程度のノンアルコールカクテルもある。

## 概要
カクテルを具体的に表現したとき、しばしば「酒＋何か」と表現される。
例えば、スタンダードなカクテルとして紹介される「スクリュー・ドライバー」というカクテルは、「ウォッカ＋オレンジ・ジュース」で構成されており、この表現に当てはまる。しかし、「マティーニ」というカクテルは「ジン＋ドライ・ベルモット」、つまり「酒＋酒」ということになる。
ここから、カクテルをより正確に定義づけるには「酒＋その他の酒 and/or その他の副材料」と考えることができる。
酒と水だけの場合もカクテルと言えるが、日本においては水割りと呼ばれている。日本において最も有名なカクテルを水割りとすることもある。

## 歴史

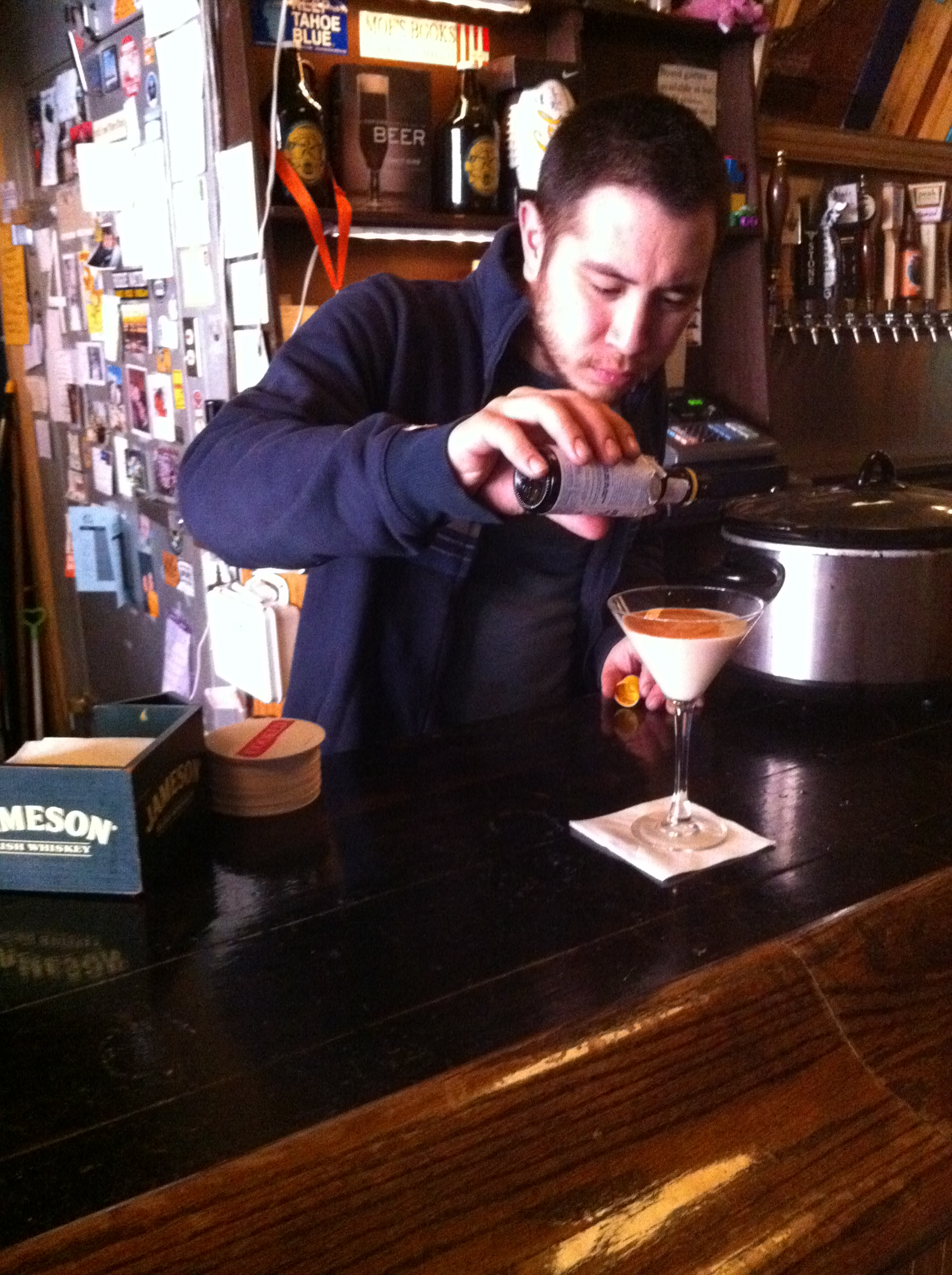

原始的なカクテルが作られはじめたのは、古代ローマや古代ギリシャ、古代エジプトの時代だったと考えられている。これは、当時のアルコール飲料（ワインやビールであった）の質が現代に比べてはるかに劣るものであり、その味を改善するための手段であった。
古代ローマ、古代ギリシャでは、そのまま保存したのでは劣化・酸化してしまうワインに熱を加え、凝縮したうえで副材料（草根木皮や粘土など）を混ぜたものを保存していた。それを水で割って飲むことが一般的なワインの飲み方とされており、これは「酒＋何か」の定義に当てはまる。
また、古代エジプトではビールにさまざまな副材料を加えたものが飲用されており、これには、カルミ（calmi、蜂蜜を加えたもの）、チズム（zythum、ういきょうやサフランなどを加えたもの）、コルマ（korma、生姜と蜂蜜を加えたもの）があった。こちらも「酒＋何か」の定義に当てはまる。
他にも、原始的なカクテルとしては、唐で作られていた「ワイン＋馬乳」というものがある。
このように、「常温」で飲まれていたカクテルであったが、中世の時代になると、寒い冬の時期に「カクテルを温めて飲む」という習慣が生まれていく。その名残として、現代でもフランスのヴァン・ショー（仏: vin chaud）、ドイツのグリューヴァイン（独: Glühwein）、北欧のグレッグ（丁: Gløgg、諾: Gløgg）といったものが飲用されている。さらに、中世は蒸留酒が錬金術師たちによって作り出された時代でもあり、様々なカクテルが誕生した時代でもある。この時代に生まれたものとして特筆されるのはイギリス陸軍大佐フランシス・ニーガス（英: Francis Negus）が考案したニーガス（英: Negus、ポート・ワイン＋湯＋砂糖＋レモン＋ナツメグ＋ブランデー）、インドが発祥といわれる「パンチ・スタイル」がある。
近年では、氷を用いた「コールド・ドリンク」が主流であるが、そうしたカクテルが登場するのはずっと後、19世紀末から20世紀初頭になってからのことである。「氷は近代になるまで貴重品であったから」というのがその理由であったが、1876年にカール・フォン・リンデが製氷機を開発したことによって、一年を通していつでも氷を入手できるようになった。これにより、「マティーニ」や「マンハッタン」といった、新しいジャンルの、現在ではカクテルの代表格とされるレシピが発案されていったのである。
禁酒法以前のアメリカ合衆国では、カクテルという単語は飲み物のジャンルではなく、蒸留酒＋砂糖＋水＋ビターズを混合した特定の酒のことを指していて、用いるアルコールの種類を先頭に付けて「ウィスキー・カクテル」のように言った。禁酒法以降はビターズが入っていなくてもミックスドリンクがカクテルと呼ばれるようになった。
それらの新しいカクテルはアメリカで生まれたものであったが、第一次世界大戦と禁酒法により職を失ったバーテンダーがヨーロッパへ移っていったことによって、全世界に広がっていくことになったのである。
1920-30年代のヨーロッパにジャズなどのアメリカ文化が流入し、その一端としてカクテルブームが起きた。イギリスでは第一次世界大戦以前はディナーの前に酒を飲む習慣はほとんど無かったが、アフタヌーンティーの時間に女性も含めた仲間が連れ立ってホテルのバーなどに集まり、強いカクテルを飲むことが当たり前のようになった。カクテル・タイムと呼ばれるこの新しい習慣は、若い世代を中心にあっという間に受け入れられた。

## 語源
「酒＋その他の酒 and/or その他の副材料」を指して「カクテル」と呼ぶようになったのは、1700年代とも1800年代に入りすぐとも言われている。前者の説を「イギリス説」、後者の説を「アメリカ説」と言う。
その語源については諸説あり、例えばバーテンダーの団体間で統一するといったことはなされていない。この単語自体はおそらく、cock-tail、すなわち「尻尾(tail)が雄鶏(cock)のように立っている」という特に馬について言う表現から来ているが、これが今で言う「カクテル」を指すようになった経緯ははっきりしない。しかしながら、最も有力な説は原義を刺激物として、刺激的な飲料を指すとする説、もしくは原義を混血の馬として、混合した飲料を指すという説がある。
デイビット・ワンドリッチ(David Wondrich)はカクテルがジンジャリング（老いた馬に生姜座薬を使って、その「尻尾を上げて(cock its tail up)元気にさせる」こと）を指していて、それが刺激的な飲料、つまり強壮剤を意味するようになったと推定している。この説は、カクテルの初期の用法（1798年「カク・テル（俗にショウガと呼ばれる）」、1803年「午前11時に、頭をすっきりさせるために飲む」、1806年「刺激的な酒」）と整合し、カクテルがその初期には薬として扱われていたことも示唆するが、これは薬用酒であるビターズが使われていたこととも整合する。

語源学者のアナトリー・リバーマンはLåftman (1946)が提唱した理論を「非常にもっともらしい」として支持している。リバーマンが要約したその理論は以下の通りである。
サラブレッドではない馬の尻尾の端を切り取るのが慣習であった（…）その馬はカクテルドホース(cocktailed horse)と呼ばれ、後に単にカクテルと言われるようになった。この意味が拡大されて、カクテルという語は、「元々の身分を超えて上の身分に至った下品だったり育ちの悪い人」を意味するようになった。このような人は紳士の地位にあるよう装っているが、紳士的な教育が欠けているのである。（…）（上の1806年の引用で）重要なのは（…）材料として水も言及されていることである。（…）Låftmanは「カクテル」が許容できるアルコール飲料だが、薄められていて「純血」ではなく「身分を超えた」ものだと結論した。したがって、このカクテルという語が、以前には劣った馬や見せかけの紳士を指したものだが、とても適切な単語である。

### 引用
1748年にイギリスで発行された『ザ・スクイア・レシピズ（The Squire Recipes）』という小冊子に、「ある酒に別の材料を混ぜて、新しい味をつくりだした飲み物」をカクテルだとする記述があるとされている。

馬を指すものではないカクテルという語の記録されたもので最も古いものは、1798年3月20日のモーニングポスト（ロンドン）の一節である
Ditto, "cock-tail" (vulgarly called ginger)

同上: 「カク・テル」（俗にショウガと呼ばれる）
オックスフォード英語辞典はカクテルを米国由来の語としており、飲料としての「カクテル」（ノンアルコールかもしれない）の初出を1803年4月28日のThe Farmer's Cabinetとしている
11. [a.m.] Drank a glass of cocktail—excellent for the head...Call'd at the Doct's. found Burnham—he looked very wise—drank another glass of cocktail.

（午前）11時: カクテル、これは頭にとても良いんだが、を一杯飲んだ。医者のところを訪ねた。バーンハムに会った―彼はとても賢そうに見えた―そしてもう一杯カクテルを飲んだ。

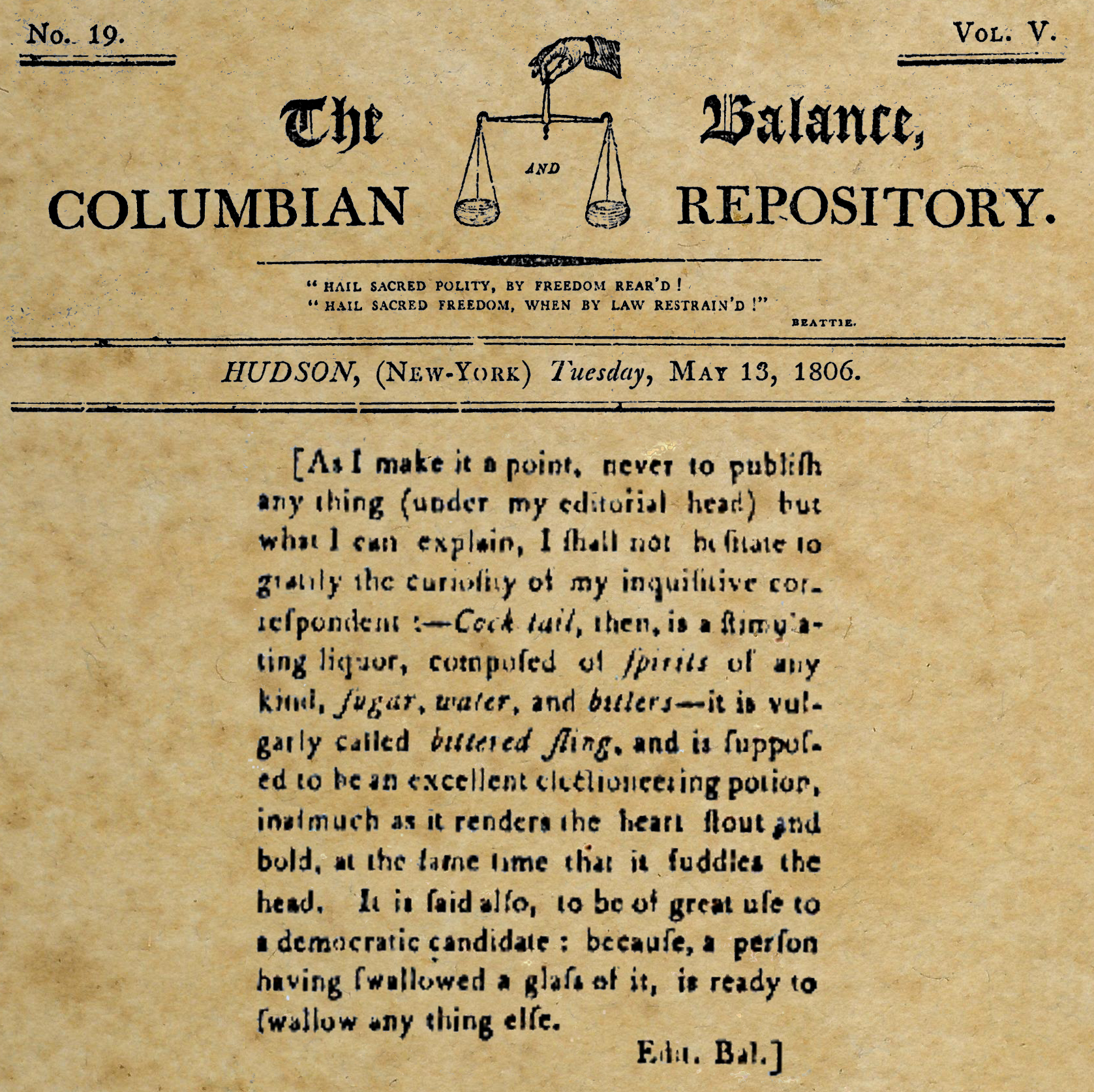
Harry Croswellによるカクテルの定義

アルコール飲料としての「カクテル」の定義の初出は1806年5月13日のThe Balance and Columbian Repository（ハドソン）に編集者のハリー・クロスウェルが「カクテルとは何か」という質問に答えたものである
Cock-tail is a stimulating liquor, composed of spirits of any kind, sugar, water, and bitters—it is vulgarly called bittered sling, and is supposed to be an excellent electioneering potion, in as much as it renders the heart stout and bold, at the same time that it fuddles the head. It is said, also to be of great use to a democratic candidate: because a person, having swallowed a glass of it, is ready to swallow any thing else.

カク・テルは刺激的な酒で、任意の種類の蒸留酒、砂糖、水、それとビターズからなる。俗に「ビターズ入りスリング」と呼ばれ、選挙運動をするのに良い飲み物だと思われている。というのも、心を強く勇敢にする一方で、頭をすっからかんにさせてしまうからである。さらに、これは〔訳注:米国〕民主党の候補者にも大いに役立つと言われている。それは、人は、カクテルを飲み干したら、その後は何でも飲み込んでしまえる状態にあるからである。
この記事が掲載されたことから、1806年はアメリカでカクテルが生まれた年として認められている 。

### 民間語源

#### 「メキシコ王の娘」説
『サヴォイ・カクテルブック』で、「カクテルという言葉の起源」として特に紹介されている説。
19世紀のはじめ、アメリカ合衆国南部陸軍とアホロートル8世 (Axolotl VIII) 率いるメキシコ軍の間には小競り合いが絶えなかった。しかしある時、休戦協定が結ばれることとなった。
休戦協定交渉にあたり、まず最初に酒が供された。自身が調合したらしき飲み物を満たした杯を持ち、美女がその場に現れたが、その杯がひとつしかなかったことで、その場の雰囲気が不穏なものとなる。杯がひとつだけということは、アメリカ軍の将軍かメキシコ王か、どちらかが先に飲むことを意味しており、後に回された方が「自らを侮辱している」と感じるのではないかという懸念があったからである。しかし、その美女は不穏な空気を察し、微笑みうやうやしく頭を垂れると、自らその杯の酒を飲み干した。これにより、その場の緊張が解け、交渉は成功に終わる。協定交渉の最後、将軍が機転の利くその美女についてたずねると、王は自らもその美女に会ったことはなかったにもかかわらず、自慢げに答えた。「あれは自分の娘で、コクテル（Coctel）という」。
サヴォイ・カクテルブックに示された説はこのとおりであるが、他の文献にも類似の説が示されている。ただし、19世紀はじめのメキシコにはすでに王はおらず、アホロートル8世という名の王も存在していない。

#### 「コーラ・デ・ガジョ（木の名前）」説
国際バーテンダー協会が、カクテルの語源として採用している説。また、サントリーの公式HPでもこの説が有名なものとして紹介されている。
メキシコのユカタン半島にあるカンペチェという港町にイギリス船が入港したときのこと、船員達は町の居酒屋に立ち寄り、渇きを癒していた。当時、イギリス人たちが酒を飲むときには、ほぼストレートでしか飲んでいなかった。しかし、カンペチェでは「ブランデー、もしくはラムに砂糖などをミックスした飲み物（ドラック・drac）」が流行していた。この飲み物は、酒をストレートで飲む習慣しかなかったイギリス人の興味を引くものだった。ドラックは、厚手のグラスに材料を入れ、スティックやスプーンで攪拌して作られるものであったが、金属製のスティックを使うと不快な臭いがドラックに移ると嫌われていたため、木製のスティックを使うことが多かった。ある店の少年もそうであった。
あるとき、船員は少年に「それはなんだ?」とたずねた。船員は「その飲み物の名（ドラック）」をたずねたのであるが、少年は攪拌に使用したスティックのことをたずねられたと思い、「これはコーラ・デ・ガジョ（cola de gallo スペイン語で「雄鶏の尻尾」の意）です」と答えた。その道具の形が雄鶏の尻尾に似ていたからである。ともあれ、船員はその飲み物を「コーラ・デ・ガジョ」を英語に訳した「テール・オブ・コック」と言う名で呼ぶようになった。このエピソードはカンペチェに入港する船員たちに広まり、次第に他の地域の酒場でもこの名を使用するようになっていく。そのうちに、「テール・オブ・コック」を1語とした「カクテル」という語句が生まれ、それがミクスト・ドリンク全般を指すようになっていった。
この説を最初に提唱したのはハリー・クラドックである。1936年1月に発行されたイギリスバーテンダー協会（United Kingdom Bartender's Guild、U.K.B.G.）の機関誌『ザ・バーテンダー（The Bartender）』に、「ルーカス・デ・パラシオという人物から聞いた話」として掲載された。後に、イギリスバーテンダー協会が監修したカクテルブック『UKBG インターナショナル・ガイド・トゥ・ドリンクス（U.K.B.G. International Guide to Drinks）』に掲載、1967年に発行された『ザ・バーテンダー』でも再掲されている。
日本でも1967年の『ザ・バーテンダー』再掲を期として、1969年10月に発行された全日本バーテンダー協会（All Nippon Bartenders Association）の機関誌によって、この説が紹介されている。

#### 「四角軒」説
「ベッチー・フラナガン（ベッツィー・フラグナンとも、Betsy Flanagan）」説や「雄鶏」説などとも呼ばれているが、いずれにしても「四角軒」という名のバーが舞台であることから、「四角軒」説として記述する。
アメリカ独立戦争の折、ニューヨークの北にイギリスの植民地があった。町の名はエムスフォードといった。戦争で、騎兵隊員であった夫を亡くしたベッチー・フラナガンが、この町で「四角軒」というバーを経営していた。彼女は独立派側に与しており、独立軍にオリジナルのミクスト・ドリンクを振舞っていた。あるとき、彼女は反独立派側に属する人間の屋敷に忍び込み、立派な尻尾を持つ雄鶏を盗み出す。盗んだ雄鶏はローストチキンに、その尻尾は酒壺に飾られた。その夜も、独立軍の兵士達は四角軒で、ローストチキンをつまみに酒を飲んでいた。ある将校がおかわりをしようとし、酒壺に飾られた雄鶏の尻尾に気付く。「ずいぶん立派な雄鶏の尻尾じゃないか。一体どこから手に入れたんだ？」すると彼女はこう答えた。「失敬したのよ。イギリス男の家からね」。自分たちが口にしていたローストチキンの正体を知った兵士達は、高らかに叫んだ。「Viva cock's tail!（コックテール、万歳!）」。以来四角軒で振舞われるミクスト・ドリンクには「コックテール」の名が与えられ、その名が広まっていった。

#### その他の説
「雄鶏の尻尾（コックス・テール）」説
飾りのため、あるいはグラスの中身にアルコールが含まれていることを示すために、羽根をグラスに差す風習があったとされる。この羽根は雄鶏の尻尾（cock tail）からとったもので、そこからカクテルの名がついたとの説がある。
なお、中国語ではカクテルを「鶏尾酒」（繁体字: 雞尾酒/鷄尾酒、簡体字: 鸡尾酒、拼音: jī wěi jiǔ）と呼ぶ。
「雄鶏の尻尾」説には以下のような諸説あるが、決定的なものはない。
- 飲料を攪拌するために雄鶏の尻尾が使われていたことが由来であるとの説
- 雄鶏の尻尾がカクテルのように七色に変化することが由来であるとの説
- 闘鶏の盛んだった頃、試合の結果、尻尾に羽を一番多く残した雄鶏を祝福して乾杯した故事が由来であるとの説
- 闘鶏の際に鶏を興奮させるために使用された火酒「コケール」あるいは「コックズ・エール（cock's ale）」が由来であるとの説

「ニューオリンズの薬屋」説
サン＝ドマングからアメリカのニューオリンズに移住してきた薬剤師アントワーヌ・アメデ・ペイショー（Antoine Amédée Peychaud）が今日ペイショーズ・ビターズと呼ばれるビターズを1834年に発明した。これと砂糖、ブランデーを混ぜたものをコクティエ（フランス語: coquetier、フランス語でエッグスタンド）に入れて売っていたが、これが評判となった。やがて、英語訛りのカクテルと呼ばれるようになった。

## カクテルの作成技法
シェイク（shake）、または、シェーク
シェイカー（シェーカー）に氷と共に材料を入れ、シェイカーを振ることにより材料を混ぜる技法（ただし、非常に混ざりにくい材料を混合する場合は、氷を入れる前に、予めシェイカーの中でバー・スプーンなどを使ってステアすることで、材料を溶いてしまう場合もある）。この技法は、材料を混合することと冷却することを、主な目的としている。
ステア（stir）、または、ステアー、スター
混ざりやすい幾つかの材料を、氷を入れたミキシング・グラスに注ぎ、バー・スプーンなどで手早くかき混ぜる技法。英語のstirの発音は/stˈɚː/である。この技法は、材料を混合することと冷却することを目的としている。
なお、攪拌することを指す用語でもある。
ビルド（build）
直接グラスに氷や酒類などの材料を注いで作る技法。なお、この方法で冷たいロングドリンク（ロングカクテル）を作る場合で、氷を使用する時は、予めグラスに氷を入れた上で、その他の材料を入れる。この方法で作った場合、グラスに材料を注いだ後で、しばしばステアが行われる。ただし、ステアする場合でも、ステアの前に炭酸を含む材料を加えた場合、炭酸が二酸化炭素となって逃げてしまい、味が悪くならないように注意する必要がある。
ブレンド（blend）
ブレンダー（ミキサー）を使い、材料とクラッシュド・アイスを細かく混ぜる技法。フローズン・スタイルのカクテルはこの技法で作られる。
フロート（float）
比重の違う液体を混ざらないように静かに注ぎ、重ねる技法。
なお、カクテルのスタイルを指す場合は、2種類の液体を使って作ったプース・カフェ・スタイルのカクテルのことを言う。
リンス
グラスやシェイカーにビターズやコアントローなどを入れて回すことで内側を濡らすようにし、余分な液は捨てる技法。
香りづけのために行われる。

## カクテルの用語

### カクテルで用いられる単位

#### 過去の単位
過去においては現代とは異なる単位や用語が用いられた場合が存在し、標準液体分量単位および薬剤液体分量単位をもととしている。
drop( ドロップ )
0.95グレーンの水の体積あるいはビターズ・ボトルを静かに逆さにして落とした滴量、1/480 オンス、日本語では「落滴」とあらわす。
dash( ダッシュ )
ビターズ・ボトルから強く振り出した単位であり、約1/27オンス、日本語では「滴」とあらわす。
tsp( Tea-spoon、ティースプーン )
バー・スプーン1杯分程、約1/9オンス、日本語では「茶匙」とあらわす。
Teble-spoon( テーブルスプーン )
約8/9オンス、日本語では「卓匙」とあらわす。
oz( Ounce、オンス )
液量オンス、アメリカとイギリスで定義の違いによりその値は異なるが、28.4mlから29.5mlの間となる。
また、グラスの容量で示した単位も用いられている。
Pony( ポニー )
リキュールグラス1杯分、1オンス
Jigger( ジガー )
カクテル・グラス1杯分、2オンス
Gill( ジル )
大型ワイングラス1杯分、4オンス
日本語の単位で注意すべきは「滴」であり、dashを示したり1/3dashを示す場合が存在する。

#### 現代の単位
現代においてはヤード・ポンド法等に基づく単位ではなく国際単位系による単位を用いる。
1drop（ドロップ）
ごく少量しか用いない場合に使われる単位。1dropは約5分の1ml程度。一滴分。日本語では「1滴」と書く。
1ml（ミリリットル）
1l（リットル）に1000分1を表すm（ミリ）が付いた単位。
1dash（ダッシュ）
約1ml程度の少量用いる際に使われる用語。5、6滴（5、6drop）ほど。日本語では「1振」と書く。
1tsp（ティースプーン）
バー・スプーン1杯分程。小さじ1杯。約5ml程度。日本語では「茶匙1」または「茶匙1杯」と書く。
1cl（センチリットル）
1l（リットル）に100分1を表すc（センチ）が付いた単位。10mlのこと。日本ではあまり一般的な単位ではなく、clを使うのであれば、mlの単位を使用するのが普通。
1oz（オンス）
約30mlのこと。

### カクテルの用具

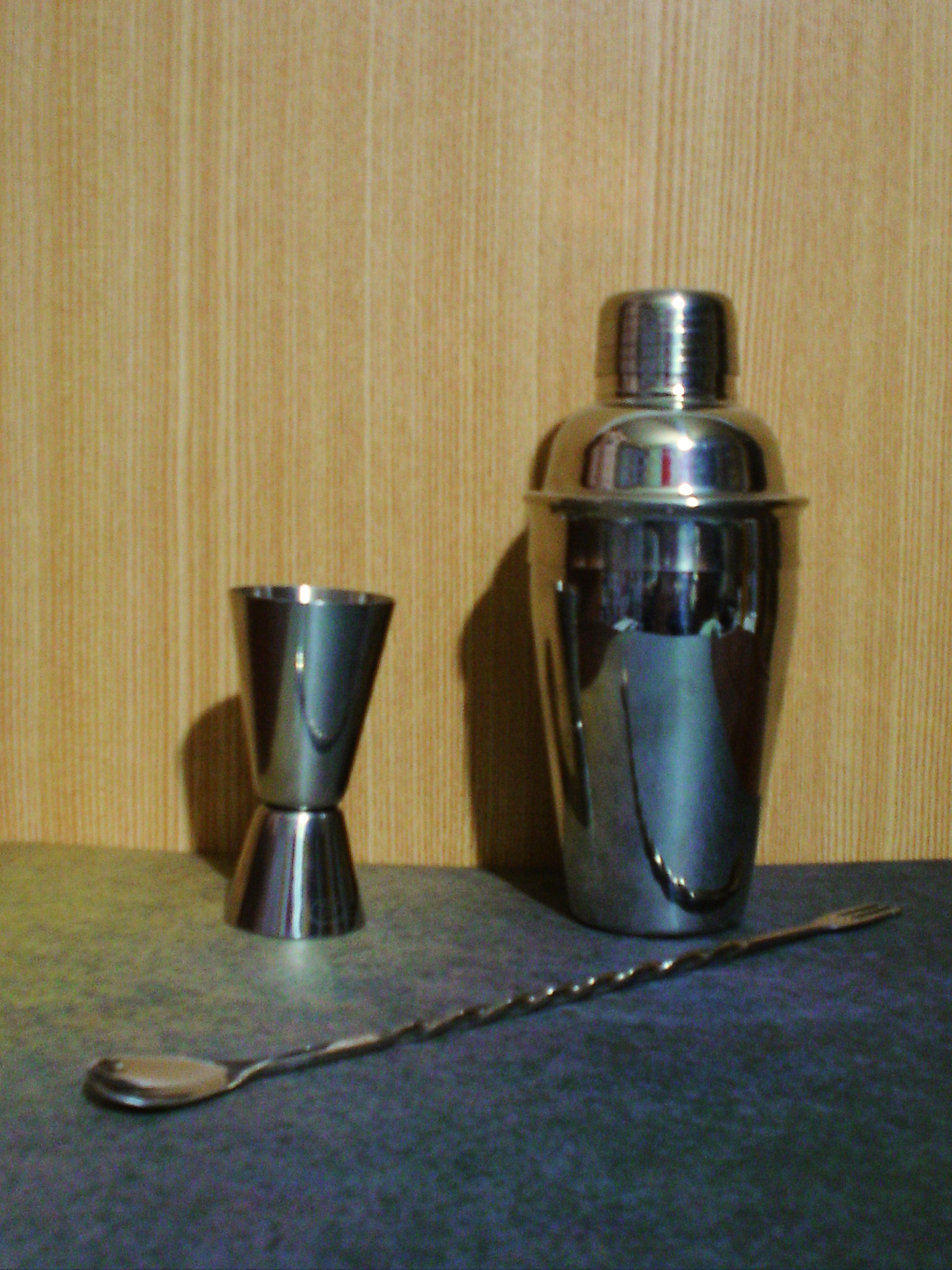
カップ、バースプーン、シェーカー

アイス・ペール
氷を入れておく容器。
カクテル・ピン
一部のカクテルで使用される、チェリーやオリーブを飾り付ける際に使用するピン。様々な形状や色のカクテル・ピンが存在している。
シェイカー
トップ、ストレーナ、ボディーの3つのパーツからなる、混ざりにくい物を混ぜ合わせ、冷やしにくいものを強制的に冷やすために作られた道具（写真右上）。大抵はステンレス製。またボストンシェイカーというステンレスの容器とガラスの容器の二つのパーツからなるシェイカーも存在する。
ストロー
通常のストローと同じ物。ただし、ノンアルコールと誤って飲んでしまわないよう、ストローは２本挿すことになっている。
バー・スプーン
攪拌するために用いる長柄のスプーン。反対側はフォーク状になっており、瓶に入っているマラスキーノ・チェリーなどを取り出すために使われる（写真下方）。
ブレンダー
ミキサーのこと。
ただし、カクテルの用語で「ミキサー」と言うと「割り材」を意味する点に注意。すなわち、水、炭酸水、トニック・ウォーター、ジンジャー・エール、コーラ、オレンジ・ジュース、トマト・ジュースなど、割るために用いる飲料の総称が「ミキサー」である（よって、グレナディン・シロップ、シュガー・シロップのようなものは、液体ではあっても、甘味を付けるためなどに用いられているのであって、割るために用いているわけではないので、ミキサーに含まれない）。
マドラー
撹拌するために用いる棒。バー・スプーンとは違い、カクテルに添えられることがある。
ミキシング・グラス
シェイカーと同じように、混合と冷却を目的として使用されるグラス。このため、カクテルの中には、このミキシング・グラスで作ってもシェイカーで作っても構わないというものもある。一方で、混ざりにくいものを混合する場合は、基本的にシェイカーしか用いられないなど、一定の住み分けがなされている。
メジャー・カップ
バー・スプーンよりも多い量の液体を、量り取るために使用される金属製の容器（写真左上）。サイズの異なるカップが背中合せの状態となっている。したがって、上側を使用している時は下側を使用できないし、その逆もまた然りだが、この背中合せになっている部分に出来ているくびれを持って使用するため、背中合せの構造にすることが不可欠なのである。

### カクテルの分類

#### 飲み方
アペリティフ
フランス語で「食前酒」の意味。
ショートドリンク （ショートカクテル）
短時間で飲み干すのに適したカクテル。対義語はロングドリンク。
ディジェスティフ
フランス語で「食後酒」の意味。
ロングドリンク （ロングカクテル）
のんびりと時間をかけて味わうのに適したカクテル。

#### 提供温度
ホットドリンク
完成時の温度が高いカクテル。
コールドドリンク
完成時の温度が低いカクテル。なお、常温で飲まれるカクテルの分類名は特にない。

### カクテルのスタイル

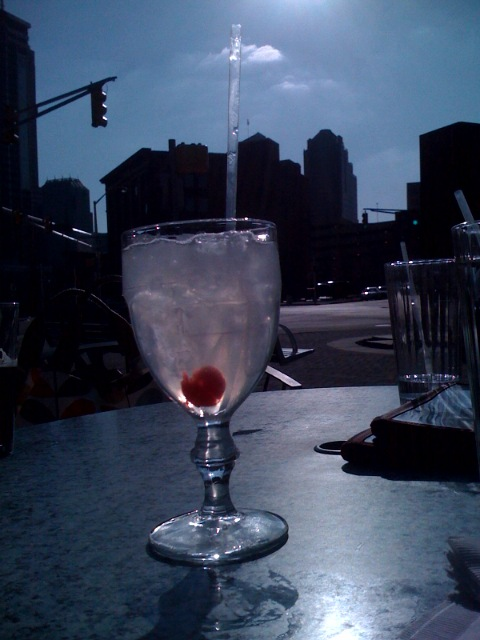
トム・コリンズ

エッグノッグ （Eggnog）
酒と（鶏）卵とミルクと甘味料を使ったカクテル。シェークで卵を混ぜるのは、やや難易度が高い。フリップとは違い、ミルクも入っている。ホットで作る場合とコールドで作る場合とがある。ブランデー・エッグノッグ、ワイン・エッグノッグなどが、このスタイルのカクテル。
クーラー （Cooler）
蒸留酒に、酸味（レモンやライムの果汁）と甘味料を加え、炭酸飲料（炭酸水も含む）で割ったカクテル。ボストン・クーラー、モスコー・ミュールなどが、このスタイルのカクテル。
コブラー （Cobbler）
製氷機が普及した19世紀中頃にアメリカで産まれたスタイル。中型のゴブレットやワイン・グラスにクラッシュド・アイスを詰め、フルーツやミントを飾りストローを添えて供される。柑橘系のジュースは使用されないことが多い。
コリンズ（Collins）
イギリスで産まれたスタイル。蒸留酒にレモンジュースと砂糖などの甘味料を加え、炭酸水で割ったカクテル。フィズより甘く、量はとても多い。サワーよりも酸味は少ない。トム・コリンズなどが、このスタイルのカクテル。
サワー（Sour）
蒸留酒にレモンジュースと砂糖などの甘味料を加え、炭酸水で割ったカクテル。場合によっては、炭酸水の代わりにスパークリング・ワインで割ることもある。フィズやコリンズよりも、酸味が強い。炭酸水で割るレシピと割らないレシピがある。ウイスキー・サワーなどが、このスタイルのカクテル。
ジュレップ（Julep)
アメリカ南部が発祥。酒にミントの葉（若芽など茎を含む場合もあり）と甘味料を加え、多量の氷で満たしたカクテル。氷は、クラッシュド・アイスを使用する。ミント・ジュレップ、ラム・ジュレップなどが、このスタイルのカクテル。
スリング（Sling）
蒸留酒にレモンジュースと甘味料を加え、それを、水（冷水か、お湯）や炭酸水やジンジャー・エールなどで割ったカクテル。したがって、ホットで作る場合とコールドで作る場合とがある。シンガポール・スリングなどが、このスタイルのカクテル。
デイジー （Daisy）
ゴブレットや大型のワイン・グラスにクラッシュド・アイスを詰め、フルーツを飾り、ストローを添えて供される。スピリッツに柑橘系のジュースやフルーツ・シロップ（ラズベリー系が多い）またはリキュールを加えて作る。
トデー、または、トディー （Toddy）
蒸留酒に甘味料を加え、それを熱湯で割ったカクテル。したがって、ホットドリンクである。ウィスキー・トデーなどが、このスタイルのカクテル。
バック （Buck）
ワインやスピリッツにレモン果肉やレモン果汁とジンジャー・エールを加えてつくる。
ハーフ・アンド・ハーフ（Half and half）
2種類の材料を、等量ずつ混ぜて作るカクテル。ブラック・ベルベットなどが、このスタイルのカクテル。
ただし、日本では、スタウト（黒ビール）と黒ビール以外のビール（主にピルスナー）を、半々で混ぜたカクテルのことを、ハーフ・アンド・ハーフと呼ぶこともある。しかし、本来、ハーフ・アンド・ハーフとは、カクテルのスタイルの1種を指す語である。
フィズ (Fizz)
語義は、炭酸ガスが弾ける際の擬声語。
蒸留酒やカクテルに甘味料、酸味料を加え、炭酸水で割ったロングドリンク。コリンズより甘くなく、量は少ない。サワーよりも酸味は少ない。ジン・フィズなどが、このスタイルのカクテル。
フィックス （Fix）
ゴブレットや大型のワイン・グラスにクラッシュド・アイスを詰め、フルーツを飾り、ストローを添えて供される。スピリッツに柑橘系のジュースやフルーツ・シロップ（パイナップル系が多い）またはリキュールを加えて作る。
プース・カフェ （Pousse-cafe）
2種類以上の比重が違う飲料（蒸留酒、リキュール、シロップなど）を、比重の重い順から、混ざらないようにそっとグラスに注ぎ、グラスの中で層状になっているもの。「プース・カフェ」とはフランス語で「コーヒーを押しやる」という意味で、食後のコーヒーの後や代わりとして飲むカクテルという意味合いがある。
フリップ (Flip)
料理などで用いる「ホイップ」と同義。
酒に（鶏）卵と甘味料を加えて、十分にシェイクする。近年では手動でシェイクするのではなくブレンダーを用いることも多い。
ラム酒を用いたラム・フリップ、ポートワインを用いたポート・フリップなどが、このスタイルのカクテル。
フローズン
氷と共にミキサー（バー・ブレンダー）にかけてしまうことで、シャーベット状に仕上げたカクテル。氷は通常、クラッシュド・アイスを使用する。フローズン・ダイキリなどが、このスタイルのカクテル。
フロート
比重の違う液体を混ざらないように静かにそそぎ、重ねたカクテル。プース・カフェとは違って、3種類以上の材料は使用しない（カクテルの作成技法も参照）。
パンチ (Punch)
蒸留酒やワインに果汁、フルーツ、氷を加えたもの。
大型のパンチボウルで作り、パーティなどで利用されることも多い。ヒンドゥスターニー語で「5つ」を表す「panch」が語源とされ、昔は5種類の材料を混ぜ合わせてパンチを作っていたことから来ている。
リッキー (Rickey)
蒸留酒にライムやレモンなどの果肉と炭酸水を加えるカクテル。マドラーで果肉を潰して味を調整する。
19世紀末にワシントンD.C.のレストランで夏季の飲料として考案されたとされる。
ジン・リッキー、ウォッカ・リッキーなどが、このスタイルのカクテル。

### 関連用語
クラッシュド・アイス
細かく砕いた氷のこと。日本語では「砕氷」と書かれる。
スノースタイル
グラスの縁をレモン汁で濡らし、食塩や砂糖を付着させるデコレーション技法。なお、スノースタイルという呼称は和製英語である。英語では、rimmed with salt または、rimmed with sugar つまり「縁に塩」ないし「塩で縁取った」、「縁に砂糖」ないし「砂糖で縁取った」と言う。
コーラルスタイル
グラスの縁をシロップやリキュールで濡らし、塩や砂糖を付着させるデコレーション技法。グラスの縁に幅広くデコレーションするのが特徴。シティ・コーラル、フラミンゴ・レディなどで使用される。
チェイサー
強い酒の後や合間に飲む飲み物のこと。日本では水を指すことが多いが、チェイサーとなる飲み物は水に限定されているわけではなく、お茶、炭酸水、ジュースなどもチェイサーとして飲むことは問題がないし、主となる酒よりアルコール度数の低いビールなどをチェイサーとして飲むことは、広く行われている。
ピール
柑橘類の果皮のこと。果皮の油分をカクテルに香り付けするために吹き付ける技法のことも指す。

## カクテルに用いられるリキュールなど

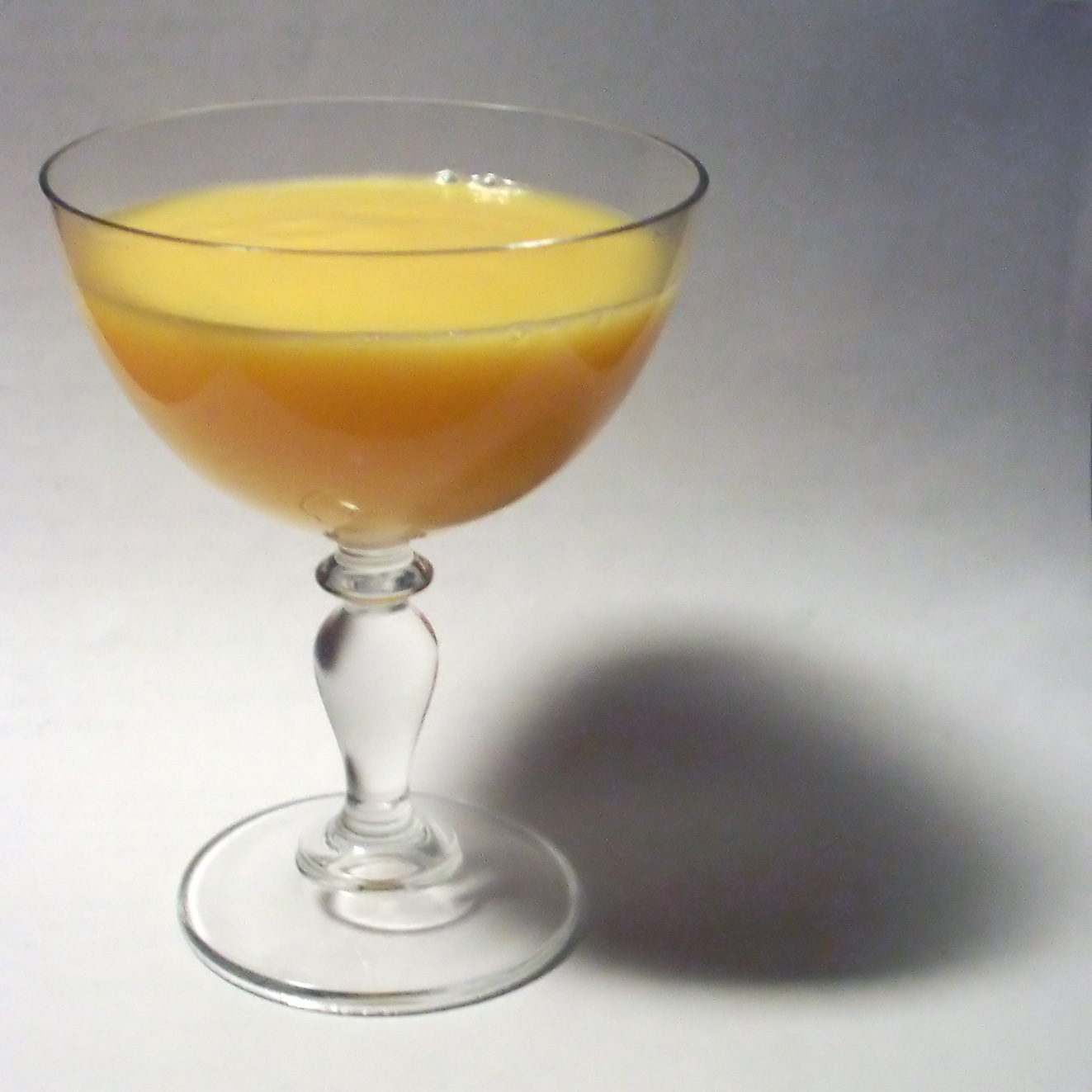
アドヴォカート
ブランデーがベースになっており、卵黄やバニラが配合されている。オランダ原産。
アマレット・ディザローノ（アマレット・ディ・サロンノ）
アンズの核のエキスに、多数のハーブをブレンドして作ったリキュール。イタリア原産。アーモンドの風味が特徴で、アーモンドリキュールと言われる場合もある。わかりやすく表現すると杏仁豆腐（杏の仁）の香りがする。
カシス（クレーム・ド・カシス）
クロスグリを原料の1つとして使用した、甘い深紅のリキュール。ルジェの製品が有名。
ガリアーノ
バニラや薬草を使ったリキュール。
カルーア
焙煎したコーヒー豆を蒸留酒に漬け込んだ甘いリキュール。バニラ風味。
カンパリ
少し苦めのリキュール。製法は秘密とされている。
キュラソー
オレンジの果皮を使用して作られた甘めのリキュール。色により味がやや違う。
グレナデン・シロップ
ザクロのシロップ。甘味付けの目的でも使用されるが、カクテルに赤系統の色を付けるためにも使用される。なお、これは酒ではない。
ココモ
ラム酒とココナッツで作られたリキュール。
シトロン・ジェネヴァ
レモンのリキュール。
シャルトリューズ
フランス、シャルトリューズ修道院に伝わる薬草リキュール。ジョーヌ（黄色）、ヴェール（緑）、エリクシル・ヴェジェタルの三種類が存在する。これらの正確な製法はシャルトリューズ修道院の修道士3人しか知らない。
チェリー・ヒーリング
デンマーク原産のチェリー・ブランデーの製品名。
ディタ
ライチのリキュール。日本では商標登録の都合上「DITA」であるが、日本以外では「SOHO」という名で流通している。
ドランブイ
モルトウィスキーの15年以上の物をベースにヒースの花の蜂蜜や香草を使って作られたリキュール。
パッシモ
ブランデー、パッションフルーツなどを用いたリキュール。
ビターズ
苦味のある酒で、元々は薬用酒だったもの。アンゴスチュラ・ビターズ、オレンジ・ビターズなどがある。
ピムス
イングランド原産の柑橘類のエキスやハーブ等を加えたリキュール。
ブラック・サンブーカ
黒色のリキュール。黒色のカクテルを作る時などに用いられる。
ベルモット
白ワインベースの、多数の香草などを用いて作る混成酒。一般的にイタリアン・ベルモットは甘口で、フレンチ・ベルモットは辛口。なお、甘口のものはスイート・ベルモット、辛口のものはドライ・ベルモットなどとも呼ばれる。
ミドリ
日本産のメロン・リキュール。

## カクテルの種類
カクテルの種類は、書籍などに収録されて名前が知られているものだけでも数百種のオーダーではなく、少なくとも数千種存在する。これだけ多いのは、使用される材料が多岐に渡る上に、わずかにレシピが変わっただけで別なカクテルだと区別されるケースがあるためである。さらに、オリジナルカクテルと呼ばれる、独自に創作されたものの有名にはなっていないカクテルも数多く存在するため、その総数は不明である。

## 関連事項

### 割り材のみ
水だけの水割り、炭酸飲料だけのハイボールやチューハイなど、他の酒や風味をつけるための材料を入れず、割っただけのレシピはカクテルから除外することもある。ただしウイスキー・ソーダは伝統的にカクテルに分類されている。

### カクテル禁止
1951年に北海道の税務関係の役所が、「酒類に種類の異なる酒類を混和した時は、新たに酒類を製造したものと見なされるため、酒税法の適用を受ける。したがって、もしもカクテルを作るのであれば、カクテル1杯ごとに酒税を支払わなければならず、そうでなければカクテルは禁止である。」として、摘発を行ったことがある。無論、後日、この酒税法の解釈は誤りであったとして取り消されており、カクテルの禁止は解除された。

### カクテルの街
近年、日本では「カクテルの街」として町おこしをはかっているところがいくつかある。栃木県宇都宮市と北海道旭川市が特に有名で、カクテルの国内大会で優勝経験を持つバーテンダーを中心に、観光協会などがイメージ作りを進めている。他には、神奈川県横浜市（理由は同様）などもカクテルの街を名乗っている。

### 注意喚起
「レッドブルウォッカ」「コカボム」などエナジードリンクとアルコールのカクテルは、カフェインとアルコールの取りすぎにつながるとし、農林水産省から注意喚起が出ている。